# Symmimetis thorectes
Symmimetis thorectes är en fjärilsart som beskrevs av Louis Beethoven Prout 1934. Symmimetis thorectes ingår i släktet Symmimetis och familjen mätare. Inga underarter finns listade i Catalogue of Life.